# Johanna Hedman
Johanna Hedman, född 18 augusti 1993 i Stockholm, är en svensk författare.
Hedman debuterade år 2021 med romanen Trion, som snart översattes till flera språk.

### Översättningar avTrioni urval
- 2021 –  Tríó (till isländska av Halla Kjartansdóttir). JPV útgáfa. ISBN 9789935292063
- 2021 –  Trio (till polska av Ewa Wojciechowska). Wielka Litera. ISBN 9788380326774
- 2022 –  Trioen (till danska av Juliane Wammen). Turbine. 2022. ISBN 9788740673531
- 2022 –  The Trio (till engelska av Kira Josefsson). Penguin Books. ISBN 9780241551660
- 2022 –  Trio (till finska av Jonja Rajala). Aula & Co. ISBN 9789523642638
- 2022 –  Trio (till katalanska av Ivette Miravitllas). Àmsterdam Llibres. ISBN 978-84-17918-65-1